# Bells of Doom
Bells of Doom to album szwedzkiego zespołu Therion wydany w 2001 r. przez oficjalny fan-klub grupy Therion Society. Płyta zawiera rzadko spotykane nagrania, m.in. z czasów, kiedy grupa występowała pod nazwą Blitzkrieg (dokonania Blitzkrieg są bardzo skromne i liczą dwa koncerty na których było mniej niż 100 uczestników). Początkowo sam album oraz teksty utworów dostępne były tylko dla członków Therion Society . Obecnie płytę można zakupić w Oficjalnym Sklepie Theriona.

## Lista utworów
1. "Blitzkrieg – Rockn' Roll Jam"
2. "Blitzkrieg – Scared to Death (Excerpt)"
3. "Therion – Bells of Doom"
4. "Therion – Macabre Declension"
5. "Therion – Paroxysmal Holocaust"
6. "Therion – Outro"
7. "Therion – Ravaged"
8. "Therion – Black (demo)"
9. "Therion – Melez (demo)"
10. "Therion – Path of the Psychopath"